# Hohner

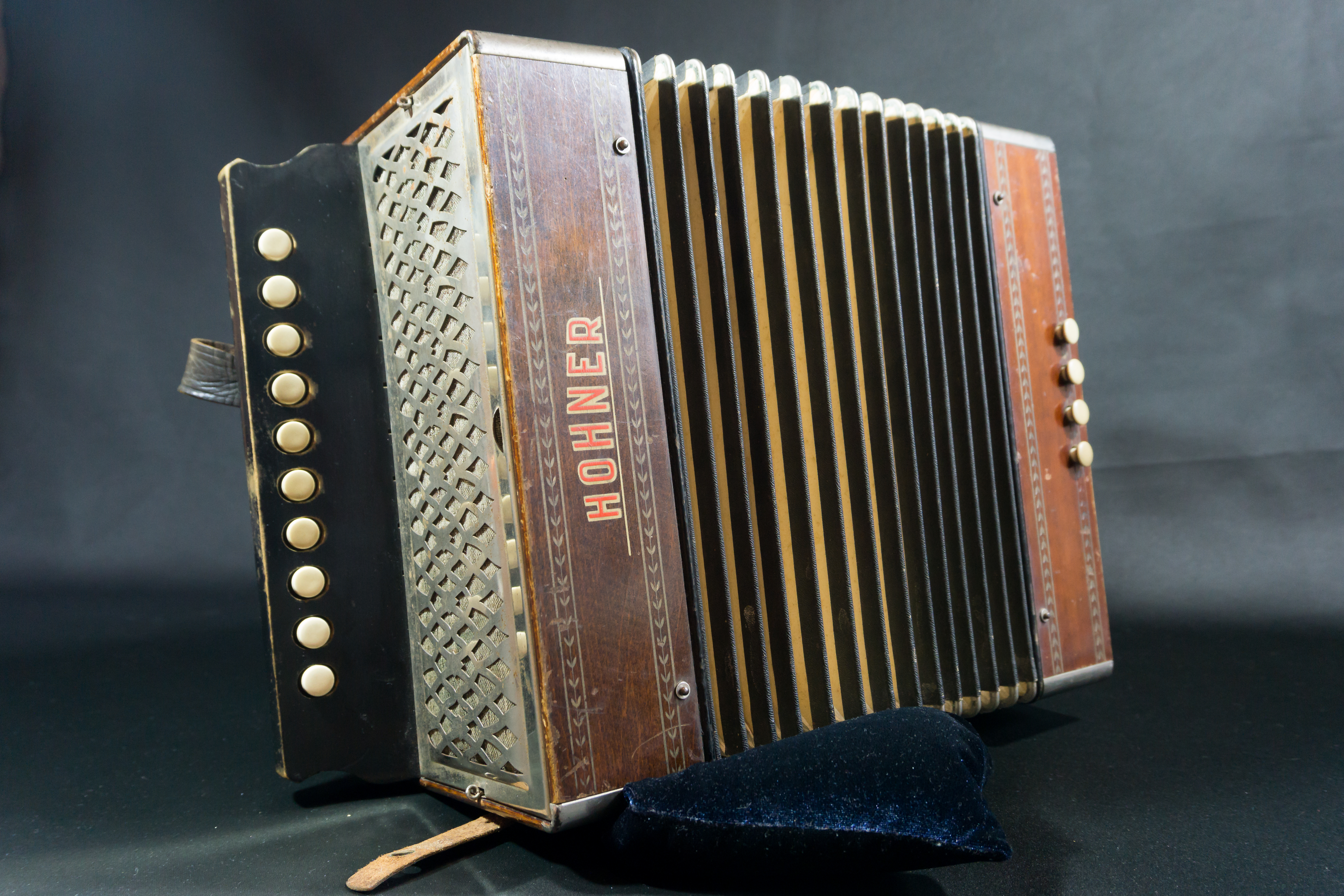
Akordeon Hohner

Hohner Musikinstrumente – niemieckie przedsiębiorstwo specjalizujące się w produkcji instrumentów muzycznych.
Firma założona została w 1857 roku przez Matthiasa Hohnera. Hohner jest identyfikowany głównie z harmonijkami ustnymi i akordeonami. Firma skonstruowała i wyprodukowała wiele rodzajów harmonijek, które są używane i cenione przez wielu profesjonalistów. Przedsiębiorstwo wytwarza również mirlitony, flety, gitary i gitary basowe, wraz z milionem harmonijek ustnych rocznie. Temu przedsiębiorstwu często przypisuje się skonstruowanie harmonijki klawiszowej, zwanej melodyką.
W latach 60. i 70. XX wieku przedsiębiorstwo wyprodukowało wiele nowatorskich i popularnych elektromechanicznych instrumentów klawiszowych: cembalet, pianet, guitaret i klawinet.
Początki firmy Hohner sięgają miasta Trossingen, w południowych Niemczech.